# 11981 Boncompagni
11981 Boncompagni è un asteroide della fascia principale. Scoperto nel 1995, presenta un'orbita caratterizzata da un semiasse maggiore pari a 2,6557537 UA e da un'eccentricità di 0,0630819, inclinata di 4,68119° rispetto all'eclittica.
L'asteroide è dedicato a Baldassarre Boncompagni Ludovisi, principe di Piombino, matematico e storico della scienza italiano.